# Cleidogona totonaca
Cleidogona totonaca är en mångfotingart som beskrevs av Shear 1972. Cleidogona totonaca ingår i släktet Cleidogona och familjen Cleidogonidae. Inga underarter finns listade i Catalogue of Life.